# O Come O Come Emmanuel
«O Come O Come Emmanuel» — en español: «"Ven, ven, Emmanuel"»— es una canción navideña de género pop de la cantante estadounidense Jessica Simpson. Fue escrita por Aaron Pearce, producido por mismo y The Dream, Christopher Stewart, Kuk Harrell e incluida en el año 2010 en el séptimo álbum de estudio y segundo álbum de Navidad de la cantante, Happy Christmas....
La letra de la canción tiene como inspiración la traducción del tema Eclesiástico, «O Come O Come Emmanuel» del siglo XIX por John Mason Neale y Henry Sloane Coffin. Al igual que la canción «My Only Wish» fue lanzado como sencillo promocional, a través de Primary Wave Records empresa de EMI Music. 

## Antecedentes

### Historia
O come, O come, es la traducción del tema Eclesiástico del texto latín: ("Ven, ven, Emmanuel") de mediados del siglo XIX por John Mason Neale y Henry Sloane Coffin. Se trata de una versión métrica de las Antífonas O, que ahora sirve como un himno popular. Sus orígenes no están claros: se piensa que las antífonas son de por lo menos el siglo octavo, pero "Veni, veni Emmanuel" bien podría ser del siglo XII en su origen.
Se cree que la música tradicional se deriva de un himno procesional siglo XV francés de monjas franciscanas, pero también puede tener orígenes en el siglo octavo gregorianos. Es uno de los himnos de Adviento más solemnes. Una práctica muy extendida en la Iglesia Católica tiene dos versos cantados posteriores a la semana de Adviento, comenzando con el primer domingo de Adviento como los versículos 1 y 2. El segundo domingo de Adviento, los versículos 3 y 4 se cantan. En el Tercer Domingo de Adviento, los versículos 5 y 6. En el Cuarto Domingo de Adviento Sin embargo, los versículos 1 y 7 se cantaban. Variaciones de rendimiento existen en la actualidad sobre el ritmo de la música. Muchas presentaciones pausa después de "Emmanuel", tanto en el verso y el coro, o extender la sílaba final a través de una cuenta similar. A menudo, sin embargo, las actuaciones omitir estas pausas para enfatizar el significado del coro: "Rejoice, rejoice, Emmanuel shall come to thee O Israel" en español: "Alégrate, alégrate, Emmanuel vendrá a ti, oh Israel". Corriendo las líneas primera y última que se omita la pausa produce una mayor sensación de movimiento, que puede o puede no ser deseable en el rendimiento ya que contrasta con el paso lento del resto de la canción.

### Influencia Musical (Versión de Jessica Simpson)
Fue en una entrevista por E! News y PopSugar.com donde ella reveló que ella está de vuelta en el estudio, trabajando en un nuevo álbum de Navidad. En septiembre de 2010, se anunció que Simpson estaba trabajando con los productores de The Dream y Christopher Stewart en sus dos próximos álbumes. En octubre de 2010, Simpson anunció a través de Twitter que ella había terminado de grabar su segundo álbum navideño.

## Composición
"O Come O Come Emmanuel" fue uno de tres nuevas canciones. Fue escrita por Aaron Pearce, producido por mismo y The Dream, Christopher Stewart, Kuk Harrell, para su segundo álbum de Navidad, Happy Christmas... (2010). Fue lanzado a través de descarga digital en iTunes el 22 de octubre de 2010. 
De acuerdo con las partituras publicadas en Musicnotes, "O Come O Come Emmanuel" es una canción pop optimista con una rango de esencia clásica y tradicional, que incorpora los géneros musicales de Navidad, pop y balada-pop. "O Come O Come Emmanuel" recibido con críticas positivas de los críticos de música, que elogiaron la musicalidad de la canción, pero sentía que estaba por debajo de la famosa canción de Simspon "My Only Wish".

## Canciones
- Digital download

1. «O Come O Come Emmanuel» - 4:39

## Créditos
Personas
- Escritor;– Aaron Pearce
- Producción;– The Dream, Christopher Stewart, Aaron Pearce, Kuk Harrell
- Voz Principal;– Jessica Simspon

## Lista de posicionamientos
| Corea del Sur (GAON) (International Download Chart) | 96 |